# Никола Врањковић
Никола Врањковић (Београд, 11. август 1970) српски је певач, гитариста, композитор, текстописац и музички продуцент.

## Каријера
Врањковић је пре 1990. четири године живео у Москви, где је свирао са разним саставима. По повратку у Београд радио је као студијски музичар, свирао са групом Руж, а такође наступио заједно са Војиславом Вијатовим као музичка подршка контроверзном Сатану Панонском на његовом концерту на Академији.
Водио је београдски алтернативни музички састав Block Out од 1991. до септембра 2013. године.
Поред рада на свим издањима Блок аута, издао је и соло албум назива Заовдеилизапонети 2001. године. Уз компакт-диск с овим албумом ишла је и истоимена књига Врањковићевих песама, као и песама Блок аута.

## Соло дискографија

### Студијски албуми
- Заовдеилизапонети (2001)
- Веронаутика (2017)

### Мини-албуми
- (2013)
- Бремеплов (2014)
- Теорија забаве (2022)

### Концертни албуми
- Биолошки минимум (2020)

## Продуцентски рад
НАПОМЕНА: Наведени су само албуми и мини-албуми.
- МУП монопол — Још мало (1997)
- Алкатраз — Алкатраз (1998)
- —  (2000)
- Директори — Ево вам га (2000)
- Никола Врањковић — Заовдеилизапонети (2001)
- —  (2001)
- —  (2002)
- — Ако имаш с ким и где (2003)
- —  (2004)
- —  (2005)
- — One, Two 5 (2007)
- — Драго ми је да смо се упознали (2009)
- Болесна штенад — Лоше лоше (2012)
- — Обични људи (2013)
- — Небеска механика (2013)
- Никола Врањковић — Бремеплов (2014)
- —  (2014)
- Болесна штенад — Десиће се лепе ствари (2015)
- Никола Врањковић — Веронаутика (2017)
- Болесна штенад — Где су те манекенке где је тај кокаин (2019)
- Никола Врањковић — Теорија забаве (2022)
- Болесна штенад — Врата раја (2025)

## Награде и номинације
- Награда Струне од светла

| Година | Категорија                                                    | Исход      | Изв.  |
| ------ | ------------------------------------------------------------- | ---------- | ----- |
| 2017.  | Посебан допринос афирмацији песничке речи у рок и блуз музици | Номинација | [ 5 ] |
| 2018.  | Посебан допринос афирмацији песничке речи у рок и блуз музици | Освојено   | [ 6 ] |

- Награде Годум

| Година | Категорија            | Номиновано дело | Исход    | Изв.  |
| ------ | --------------------- | --------------- | -------- | ----- |
| 2024.  | Награда за рок музику | —               | Освојено | [ 7 ] |

- Награда Микица Здравковић

| Година | Категорија                                                    | Исход    | Изв.  |
| ------ | ------------------------------------------------------------- | -------- | ----- |
| 2025.  | Изузетан допринос музичкој и културној сцени Србије и региона | Освојено | [ 8 ] |

| Година | Категорија | Номиновано дело | Исход      | Изв.  |
| ------ | ---------- | --------------- | ---------- | ----- |
| 2022.  | Рок видео  | Вечерња звона   | Номинација | [ 9 ] |